# 민주주의민족통일전국연합
민주주의민족통일전국연합(民主主義民族統一全國聯合) 또는 약칭 전국연합(全國聯合)은 1991년 12월에 결성하여 2007년까지 활동한 진보단체이자 대한민국의 정치단체이다.

## 역사
전국연합은 1989년 1월 결성된 전국민족민주운동연합(전민련)이 내부 논쟁과 정권의 탄압으로 약화되자 여러 재야운동세력이 재결집해 만든 민족민주진영의 단체였다. 민주노총의 전신인 전국노동조합협의회(전노협), 전국농민회총연맹, 한총련의 전신인 전국대학생대표자협의회(전대협) 등 14개 운동단체와 13개 지역운동단체 등이 포함돼 있다. 처음에는 12개 지역운동단체이었는데 한총련 산하 경인총련의 하부 조직인 경기동부가 주축이 되어 경기동부연합이 설립되어 1990년대 중반 산하단체로 가입하였다.

### 창립까지의 과정
사회운동 연구자인 남시욱과 이창언은 전국연합이 전민련을 계승한 조직이라고 보고 있다. 이창언은 전국연합이 1985년 발족한 민족통일민중운동연합(민통련), 1987년의 민주헌법쟁취 국민운동본부, 1989년의 전민련을 계승한 재야 운동세력의 연합체 조직이라고 봤다. 남시욱은 1989년 3월 전민련 고문인 문익환의 비밀 방북 파문 이후 노태우 정권의 탄압, 1992년 대통령 선거 대응전략을 둘러싼 논쟁으로 이부영, 장기표 등 일부 지도부가 탈퇴하여 전민련의 지도부는 약화된 상태였다며 전국연합 창립 이전의 상황을 설명했다.
한편 1990년 1월, 3당 합당으로 거대여당 민자당이 탄생하자 재야단체들도 이에 대응하는 연합체 건설을 논의하기 시작했다. 같은 해 2월 1일부터 21일까지 네 차례에 걸쳐 '민자당 장기집권음모 분쇄와 민중 기본권 쟁취 대책회의'가 열렸고, 그 결과물로 4월 21일 한시적 연대체인 '민자당 일당독재 분쇄와 민중기본권 쟁취를 위한 국민연합'(국민연합)이 결성됐다. 이후 국민연합은 '민자당 해체 노태우 정권 퇴진촉구 국민궐기대회'를 개최하고 노동자들의 투쟁을 지원하는 등 활동을 전개했다. 운동권에서는 이를 '1991년 5월 투쟁'이라 부른다. 하지만 국민연합이 모든 재야세력을 포괄하는 것은 아니었다. 전민련, 국민연합, 비상시국회의 등으로 분산된 재야세력을 하나로 모으기 위한 논의가 1991년 6월부터 시작됐다.
1991년 6~7월 동안 한시적 연대체가 아니라 상시적 운동 연대체 결성 논의가 진행됐고, 10월 22일에는 상설연합 준비위원회가 구성됐다. 고광석 전빈련 의장, 지선 전민련 공동의장, 윤정석 대구경북 추진위원회 대표가 준비위원장으로 선출됐다. 이들은 12월 1일 '민주주의민족통일전국연합' 발족식을 열기로 했다. 이창언은 전국연합의 출범에 대해 "민족민주세력이 총집결하여 해방 이후 최대의 연합조직을 결성하겠다는 의미"라 설명한다.
같은 해 12월 1일, 연세대학교에서 각 운동 부문, 지역 대의원 및 시민 5천여 명이 창립 대의원대회를 개최했다. 이 자리에서 대의원들은 강령 등을 확정했다. 창립 대의원대회는 강희남, 계훈제, 문익환, 백기완, 박형규, 이소선 등을 상임지도위원으로, 권종대 전농 의장을 상임의장으로, 고광석 전빈련 의장, 한상렬 국민연합 공동의장, 지선 민족자주통일불교운동협의회 의장 등을 공동의장으로 선출했다. 추후에 윤영규 전교조 대표, 김진균 민교협 대표, 단병호 노동계 대표도 공동의장이 됐다. 전국연합이 창립함에 따라 전민련과 국민연합은 해체했다.

### 92년 총선, 대선 대응
전국연합은 창립선언문을 통해 "민주정부 수립과 자주적 평화적 민족통일 달성을 위해 전력할 것"이라 선언했다. 창립 이듬해인 1992년 3월에 14대 총선이 예정돼 있었는데 전국연합은 당시 제1야당인 민주당과의 선거연합을 논의했다. 그러나 선거연합에 실패하자 독자적인 후보 6명을 출마시킴키면서 동시에 민주당, 민중당 후보 26명을 '민주후보'로 지정하고 이들을 지원했다. 당시 전국연합은 민주후보 선정 경위에 대해 전국동시지방선거 연기 철회, 국가보안법 폐지, 전교조와 전노협 합법화, 토지공개념과 금융실명제 실시 등에 동의하는 후보들을 선정했다고 밝혔다. 14대 총선에서 전국연합이 지지한 '민주후보' 중 민주당 소속의 신계륜, 박계동, 이부영, 이철, 제정구, 유인태 6명이 당선됐다.
같은 해 12월에는 14대 대선이 예정돼 있었다. 전국연합은 정권교체를 목표로 보다 적극적인 반 민자당 행보를 보였다. 같은 해 5월 19일 집권여당인 민자당은 올림픽 체조경기장에서 대선후보 선출 전당대회를 열었다. 전국연합은 이에 대한 맞불 차원에서 같은 날 서울 장충당공원에서 '민자당 재집권 저지 및 민주정부 수립을 위한 국민대회'를 열기로 했다. 경찰이 이를 원천봉쇄하자 전국연합은 향린교회에서 국민대회를 약식으로 열었고, 전대협 등은 전국 82개 대학에서 국민대회에 호응하는 시위를 벌였다.
같은 해 7월 14일 권종대 전국연합 상임대표와 함세웅 신부, 장기표 민주개혁과 사회진보를 위한 협의회 대표 등 재야인사 34명은 중구 정동 세실레스토랑(중구 성공회 성당 지하)에서 '민주대개혁과 민주정부 수립을 위한 국민회의'(국민회의) 발기인 대회를 가졌고, 9월 26일에 이를 정식 결성했다.
한편, 대선일이 다가오면서 대선 전략을 둘러싼 전국연합 내부 논의도 활성화됐다. 1992년 10월 10일, 서울 경희대학교에서 열린 전국연합 대의원대회는 토론 끝에 대선에 독자후보를 내지 않기로 결정하는 대신, 범민주진영의 후보단일화를 결의했다. 전국연합과 민주당의 정치협상 끝에 김대중이 범민주진영 단일후보로 결정됐다. 당시 전국연합과 민주당은 54개항의 공동개혁정책을 내놨다. 그 내용은 선거제도 개혁, 지방자치제 전면 실시, 국가보안법과 집시법 개혁, 입시위주로 왜곡된 교육개혁 등이었다. 김대중이 재야세력과 손을 잡자 민자당 대선후보 김영삼은 김대중에 대한 사상 공세를 폈다. 대선 1주일 전인 12월 11일에 민자당은 "민주당이 재야단체인 전국연합과 연대하여 북한이 주장하는 범민주단일후보로 김대중 후보를 추대했다"는 내용이 담긴 홍보물을 제작하기도 했다. 대선 결과 김영삼이 41.4% 득표율로 당선됐다.

### 문민정부 시절
이창언은 문민정부 시절 전국연합의 주요 활동을 다음과 같이 설명한다. 전노협에 대한 정권의 탄압에 대한 대응활동(1991~94년), 철거민, 도시빈민의 생존권 투쟁 지원, 쌀 수입개방저지 투쟁(1993년), 민주노조운동 지원(1994~95년), 518 특별법 제정운동(1994~95년), 노동법과 안기부법 개악 저지활동(1996~97년), 전교조 합법화 및 교육개혁 운동.
또한 전국연합이 집중했던 활동은 '민족자주화운동'이었다. 이에 해당하는 활동으로는 위안부 문제해결 연대사업, 정전협정을 평화협정으로 전환하는 운동, 주한미군 범죄 근절 및 한미주둔군지위협정 개정 운동 등이 있다. 1993년 하반기부터 1994년에 걸쳐 일어난 우루과이 라운드 특별법 제정운동은 민족 자주화 운동과 농민들의 생존권 운동이 결합된 형태였다.
1993년 12월 전국연합 중앙위원회는 대중적 통일운동체(자주평화통일민족회의, 약칭 민족회의)의 결성을 결의했다. 새 운동체의 발기인에는 문익환 목사, 박순경 전 이화여대 교수, 함세웅 신부, 지선 승려, 김현 원불교 교무, 조성우 평화연구소 소장, 강정구 동국대 교수 등이 올랐다. 민족회의 준비위의 상임위원장은 이창복 전국연합 의장이 맡았다.
심지어 통일운동의 중심적 인사이자, 범민련 남측본부 준비위원장이었던 문익환도 범민련을 그만두고 민족회의에 참여했다. 범민련 북측본부는 1993년 12월 10일 백인준 의장 명의로 문익환에게 항의 서한을 보냈는데, 이에 대해 문익환은 "역사의 발전과 함께 통일운동의 틀과 방식도 바뀔 수 있다"며 "범민련이라는 틀은 뚜렷한 한계가 있다"고 답하기도 했다. 1994년 1월 18일 문익환이 급사하면서 통일운동 세력은 민족회의와 범민련으로 나뉘어 대립했다. 민족회의는 합법적이고 대중적인 통일운동을 지향했는데 이는 남북한이 함께 참여하는 범민족대회를 주도한 범민련 남측본부와 길이 다랐던 것이다.
1994년 7월 2일 민족회의는 서울 연세대 100주년기념관에서 창립회의를 열고 정식 출범했다. 이창복, 권영길, 이효재 통일원 고문 등 20명의 공동의장단으로 구성됐다. 창립선언문에서 민족회의는 "최근 남북정상회담의 개최합의 등으로 통일문제가 새로운 전환국면을 맞고 있다"며 "평화통일의 대원칙에 동의하는 모든 단체들과 함께 통일의 길로 나아갈 것"이라고 밝혔다. 전국연합 조직 대부분은 민족회의에 가담했지만, 한총련 등 NL색이 짙은 단체들은 여전히 범민련을 지지했다.
이들의 대립이 극도로 표출된 것은 1995년 8월 15일 보라매공원에서 민족회의가 주최한 '해방 50주년 민족공동행사'였다. 한총련 소속 대학생들은 행사 도중 빠져나가 서울대에서 별도로 제6차 범민족대회를 열어 운동세력 내의 분열상을 보였다.
이와 더불어 전국연합 내부에서는 정치조직 건설을 둘러싼 논쟁도 계속된다. 1995년 하반기부터 전국연합은 '조직발전을 위한 특별위원회'를 결성해 자체적인 정치조직 건설에 대한 논쟁을 본격화한다. 정치조직 건설론자들은 독자적인 정치조직을 시작으로 1997년 대선 시기에 독자후보 운동과 민주연합을 통한 정권교체를 추진해야 한다고 본 반면, 시기상조론자들은 정치조직 건설론자들이 전민항쟁을 부정하는 개량주의적인 노선이며, 민주연합을 통한 정권교체는 실패할 것으로 봤다. 한편, 1995년 6월 제1회 지방선거에서는 전국연합 자체후보 19명이 출마해 광역의원 1명, 기초의원 11명이 당선됐다.

### 15대 대선 대응과 분열
1997년 15대 대선을 앞두고 전국연합 내부에서는 대선방침에 대한 논의가 본격화했다. 기관지인 <전국연합 통신>과 <월간 말>을 통해 김대중이 이끄는 새정치국민회의와의 연대, 운동진영 독자후보론, 대선 불개입론 등이 논의됐다. 민족 해방 계열인 전국연합 NL계와 한총련 등은 독자후보 전술보다는 반신한국당 노선을 견지했다.
1997년 2월 22일 전국연합 6기 대의원대회는 "민족민주진영의 독자적인 정치세력화를 위해 노력하기로 합의한다"는 대선 방침을 결정했다. 6월 14일의 임시 대의원대회에서는 "우리 후보" 방침을 결정했다. 이러한 흐름 가운데 8월 18일 전국연합은 진보정치연합, 민주노총과 함께 건설국민승리21을 조직했다. 국민승리21은 9월 7일 서울 여의도 63빌딩에서 열린 국민승리21 준비위원회 발족식에서 권영길을 대선후보로 공식 추천했고, 10월 26일 서울 잠실 올림픽공원 펜싱경기장에서 공식 결정됐다.
하지만 NL계열의 전국연합 자주파는 이 방침을 따르지 않고 김대중에 대한 '비판적 지지론'을 견지했다. 이러한 입장은 11월 23일의 6기 2차 대의원대회에서 관철된다. 2차 대의원대회에서는 "민주적 정권교체를 위한 노력이 국민승리21에서 실현되고 있지 않음을 확인한다"며 "국민승리21 후보가 '민주적 정권교체와 야권후보 단일화'를 위해 최선의 노력을 다할 것을 촉구한다"고 결정한다. 이후 범민련, 한총련 노선의 전국연합 조직들은 국민승리21 권영길 후보가 아니라 새정치국민회의 김대중을 지원하게 된다.
대통령 선거를 위해 창당한 임시적 정당이었던 건설국민승리21이 2000년 민주노동당으로 정식으로 창당할 때 전국연합은 공식적으로는 불참을 결정하였으나, 경기동부, 부산-울산, 광주전남 등 일부 지역연합 구성원들은 민주노동당 창당시부터 개별적으로 민주노동당에 입당하여 조직을 만들어 활동하였다.

### 2000년대 이후
대선 이후 전국연합은 이창복, 이인영 등 지도급 인사들이 전국연합을 이탈해 새정치국민회의의 후신인 새천년민주당으로 이동하면서 지도부가 붕괴되며 재야운동의 연합조직으로서의 성격이 점점 퇴색된다. 2000년대 이후 전국연합은 언론에서 주로 NL계열의 통일운동 단체의 하나로 언급된다. 오종렬 전국연합 상임의장 등 인사들은 2001년 결성된 통일연대(615 남북공동선언 실현과 한반도 평화를 위한 통일연대), 2003년 결성된 민중연대(민족자주 민주주의 민중생존권쟁취 전국민중연대) 등에서 주로 활동했다.
2001년 9월에 열린 '민족민주전선일꾼 전진대회'를 통해 전국연합의 잔존세력은 대거 민주노동당으로 입당하게 된다. 이 대회는 "3년 안에 광범위한 민족민주전선과 민족민주정당을 건설하여 10년 안에 자주적 민주정부를 수립하고 연방통일조국을 건설하자"는 취지의 특별 결의문(3년의 계획, 10년의 전망)을 발표했다. 이 결의문은 통칭 '군자산의 약속' 또는 '9월 테제(방침)'으로 불린다. 이 결의 이후 전국연합 소속의 인천연합, 전국농민회총연맹, 한총련 등 단체의 구성원들이 조직적으로 민주노동당 당원으로 가입하였다.
이에 민주노동당은 당원 수가 크게 증가하고, 전국의 지역기반-조직이 공고해질 수 있었으나, 이 무렵 자주파 계열의 당원들이 증가하면서 창당 당시에는 부각되지 않았던 정파간 노선의 차이 및 이념적 지향을 둘러싼 논쟁이 공개적으로 이루어지기 시작하였다.
2007년 대선을 앞두고 새로운 전선운동체인 한국진보연대로 개편되면서 2008년에 전국연합이 공식적으로 해산되지만 전국연합의 조직원들은 각 지역연합별로 그룹화하여 민주노동당과 통합진보당에서 꾸준히 활동하였다. 전국연합 조직들은 민주노동당에서 소위 '자주파' 세력으로 불렸다. 그러나 부정 경선과 폭력사건에 따른 분당사태, 내란음모 사건으로 인한 당 해산을 거치면서 현재는 각 지역정파별로 색채를 달리하고 있다.

## 10대 강령
아래는 2002년 3월 2일 개정한 전국연합 10대 강령이다.

민족민주운동의 투쟁의 구심이자 정치적 대표체인 민주주의민족통일전국연합은 각계각층민중들의 총 단결에 기초하여 자주민주통일을 완수하기 위해 다음과 같이 강령을 제정하고 그 실현을 위해 투쟁할 것을 천명한다.
1. 자주민주통일 실현의 정치적 조건을 마련하기 위해 친미예속성을 타파하고 자주적 민주정부를 수립한다.
2. 국민의 자주적이고 창조적인 삶을 보장하기 위하여 폭넓은 민주정치를 실현한다.
3. 민족의 자주권을 실현하고 민중의 생존권을 보장하면서 나라의 부강한 발전을 이루기 위하여 민족자립경제를 수립한다.
4. 사회 발전의 기본 목표인 국민의 생활을 안정시키기 위한 제반 대책을 마련한다.
5. 민족 주체역랑을 강화하기 위한 민족교육을 확립한다.
7. 성차별을 철폐하고 사회의 모든 분야에서 성평등의 원칙을 확립한다.
8. 민족 자주권의 생명선을 지키기 위하여 자주국방을 실현한다.
9. 분단된 조국의 자주적 평화통일을 실현한다.

10. 자주・평화・중립외교정책을 구현한다

## 조직 구성

### 중앙조직
- 대의원대회
- 중앙위원회
- 의장단-중앙집행위원회
- 상임집행위원회 : 집행위원장, 정책위원회, 사무처, 제도정치위원회, 자주통일위원회, 인권위원회
  - 사무처 : 총무국, 조직국, 선전국, 투쟁기획국, 민생국

### 부문조직
- 전국 부문단체 : 전국농민회총연맹(전농), 전국교직원노동조합(전교조), 전국빈민연합(전빈련), 민주평등사회를 위한 전국 교수연구자협의회(민교협, 전대학생대표자협의회(전대협), 한국기독교사회운동연합(기사련), 민족자주통일불교운동협의회(통불협), 자주민주통일그룹(자민통), 전국노동운동단체협의회(노운협), 전국노동조합협의회(전노협), 전국청년단체대표자협의회(전청)
- 지역연합 : 광주전남연합, 전북연합, 대구경북연합, 부산연합, 경남연합, 충북연합, 대전충남연합, 서울연합, 경기북부연합, 인천부천연합, 경기남부연합[14]

## 내부계파
2008년 전국연합의 공식 해체 이후 지역연합들도 실제로는 같이 해체되지만, 해체 이후에도 진보운동 안팎에서는 전국연합의 지역조직을 기준으로 정파분류를 해 오고 있다.

### 경기동부연합
경기동부연합(1997년 '성남연합'에서 개칭)은 외대 용인캠퍼스를 비롯한 경기 동남부 학생운동권 출신, 구성남의 재야운동가 등 실제 전국연합에 참가한 사람들을 중심으로, 이들과 사상적, 인적 네트워크를 이룬 민족 해방계열 인사(특히 한총련, 한대련 등 학생운동 출신 등)들을 통틀어 지칭하는 표현이다. 이석기를 중심으로 한 민혁당 경기남부위원회 출신 인사들과의 연계도 있는 것으로 알려져 있다.
이들은 성남 구 시가지의 노동운동과 도시빈민운동을 기반으로 성장하였고, 1996년 북한동포돕기운동을 통해 조직력을 높였다. 2000년 이전부터 민주노동당에 결합하여 2006년 즈음에는 민주노동당의 당권을 쥐었으며, 2012년 7월 부정 경선 사건 이후 혁신 지도부가 구성되기 전까지 광주전남연합과 함께 '당권파'로 활동하였다.
관련 인물로는 이석기 전 의원, 김미희 전 의원, 정형주 전 민주노동당 경기도당 위원장, 이상규 전 의원, 김재연 전 의원이, 광주전남연합은 김선동 전 의원, 장원섭 전 통합진보당 사무총장, 오병윤 전 의원 등이 있다. 통합진보당 해산 이후 많은 인사들이 민중연합당을 구성하여 20대 총선에 출마하였으나 모두 낙선하였다. 이석기 사건에서 내란선동죄로 유죄를 선고받은 이석기와 김홍열은 엄밀히는 경기남부연합에 해당한다.

### 울산연합
울산연합은 현총련(현대그룹노동조합총연맹)을 비롯한 지역 노동운동에 결합하여 민주노동당 창당 전부터 지역 시의원, 구청장을 다수 배출했다. 경기동부연합과 마찬가지로 민주민족혁명당 영남위원회의 영향을 받았다.
통합진보당 출범 과정에서는 경기동부연합과 함께 국민참여당과의 합당에 찬성했다. 통합진보당 부정경선 이후 혁신 논쟁에서는 경기동부연합을 중심으로 한 구당권파와 혁신파 사이의 중간파적 입장을 취하였으나, 분당에는 참여하지 않고 경기동부연합과 함께 통합진보당에 잔류하였다. 울산연합은 부산연합과 함께 그룹을 형성한 것으로 알려져 있고, 주요 인물로는 김창현 전 울산동구청장, 이영순 전 의원, 민병렬 전 통합진보당 최고위원(부산연합) 등이 있다.
통합진보당의 해산 이후 2015년 울산연합 출신 인사들은 '민주와 노동'이라는 조직을 결성하였고, 20대 총선에 윤종오(울산 북구), 김종훈(울산 동구) 후보가 무소속으로 출마하여 당선되었다.

### 인천연합
인천지역 노동운동을 기반으로 성장한 인천연합은 다소 늦은 2001년 이후 민주노동당에 결합하고, 이후에도 경기동부, 울산 두 곳과는 다소 다른 노선을 걷는다. 통합진보당 출범 과정에서는 당권파와는 달리 진보신당과의 우선적인 통합을 주장하였다. 부정경선 이후 혁신 논쟁에서도 과거의 과오(용산지구당사태 등)를 일부 반성하며 혁신파에 가담하였으나, 혁신이 좌절되고 통합진보당 폭력사건이 발생한 이후에는 진보정의당(현 정의당)으로 당적을 옮겼다.
주요 인사로는 김성진 전 민주노동당 최고위원, 이정미 정의당 대표, 배진교 전 인천 남동구청장 등이 있다. 이정미는 20대 총선에 정의당 비례대표 1번 순위를 받아 출마하면서 "북한은 보편적인 민주주의와 인권이 지켜지지 않고 있는 국가"이며, "북한의 3대 세습도 보편적 상식에서 볼 때 납득할 수 없다."고 밝혔다. 20대 총선에서는 3명의 후보가 정의당 후보로 나서, 그 중 이정미 후보가 당선됐다.

### 대전연합
앞서 경기동부연합,울산연합과는 달리 정치권에서 자주 쓰이는 용어는 아니나 범 충청지역 NL계열 활동가들을 지칭하는 표현이다. 민주주의 민족통일 전국연합이 한국진보연대로 재출범할 때 따라가지 않고 민중민주당의 전신인 코리아연대에 합류하였다. 2000년을 기점으로 전국연합 소속의 대부분의 정파가 민주노동당에 합류한 것과는 달리 정치권과 거리를 두며 활동하고 있다.

### 광주전남연합
광주전남연합은 민주주의 민족통일 전국연합 내에서 가장 먼저 출범한 단체이며 남총련에 뿌리를 두고 있다.1990년대 후반까지 경기동부연합,울산연합,인천연합을 비롯한 전국연합 주류가 제도권 진보정당 창당과 정계진출에 비판적이었던 것과는 달리 제도권 진보정당의 창당을 지지하며 건설국민승리21 창당에 합류하였다.
대표적인 광주전남연합 출신 인사로는 민주노동당 소속으로 18.19대 국회의원을 지낸 김선동의원과 19대 국회의원을 지낸 오병윤의원이 있다.경기동부연합,울산연합과 마찬가지로 대부분의 인사가 통합진보당에 잔류하였으며 통합진보당 해산 이후 경기동부연합과 함께 민중연합당을 창당했다.

## 기관지
전국연합은 창립한 1991년 12월부터 기관지 <연대와 전진>을 발행했다. 하지만 재정난과 인력난으로 1993년 7월호로 발간이 중지됐다.
1993년 9월 31일부터는 컴퓨터망을 통해 <조직통신>을 전국연합 가맹 단체들에게 보냈다. 조직통신은 1994년 11월 22호까지 거의 주간 간격으로 제작됐고, 이것이 확대 개편된 것이 1994년 4월 23일 창간한 <주간 전국연합 통신>이다. <주간 전국연합 통신> 창간호의 발간계획서에 따르면, <조직통신>은 약 70여개 재야단체에게 발송됐으며, 약 40여개 단체에서 자료를 받아 활용했다고 한다.
<조직통신>은 크게 알림, 동향, 기고, 자료의 네 부분으로 나뉘어 있었다. '알림'란은 전국연합 본부가 각 가맹단체에게 알리는 내용, '동향' 란은 전국의 민족민주운동의 동향, '기고'란은 재야운동 관계자나 지식인들의 기고문, '자료' 란은 여러 사회단체의 성명서, 정책자료 등을 실었다. <주간 전국연합 통신>도 <조직통신>의 기본적인 체계를 따랐다.
<주간 전국연합 통신>은 1994년 4월 23일부터 매주 토요일 오전 발간을 목표로 했다. 제작이 마무리되는 금요일에는 전국연합의 정책실, 교육선전국, 자주통일위원회, 조직국이 참가하는 편집회의를 실시했다. 유선통신을 통한 배포가 기본이었으나, 유선통신을 이용하기 어려운 가맹단체와 회원에게는 인쇄물로 배포했다. 비회원들은 유가로 구독할 수 있었는데, 창간호 기준 구독료는 연 5만원이었다.
주간 전국연합 통신은 대학가 서점 등에서 시범 판매를 실시한 이후, 1996년 10월 109호부터는 일반 대중을 상대로 시중 판매에 들어갔다. 민주화운동기념사업회 사료관에서는 1997년 5월 5일 발행된 121호까지 존재가 확인된다.

## 같이 보기
- 민주노동당
- 통합진보당
- 자주파
- 평등파
- 이석기
- CNP전략그룹

## 참고 및 관련 문헌
- 민주화운동기념사업회 사료관 오픈아카이브
- 인터넷 전노협 백서
- 전국연합 2001년 사업계획서
- 남시욱, <한국 진보세력 연구>, 청미디어, 2018, p353
- 이창언, "민주주의민족통일전국연합과 정치조직 논쟁", 기억과 전망, 2011년 24호 pp6~52
- 임미리 (2013년 5월 5일). “경기동부연합의 기원과 형성, 그리고 고립” (pdf). 《기억과 전망》 (28). [깨진 링크(과거 내용 찾기)]